# Lugnaquilla
Lugnaquilla (irsky Log na Coille) je hora ve Wicklow Mountains na východě Irska, která je vysoká 925 m n. m. Je nejvyšším vrcholem Leinsteru a také nejvyšším v celém Irsku mimo hrabství Kerry. Její prominence je 905 m. Na jihovýchodním úpatí hory pramení řeka Slaney.
Hora je tvořena granodioritem pocházejícím z ordoviku. V období würmu, kdy bylo území Irska pokryto pevninským ledovcem, byla Lugnaquilla nunatakem.
Název hory znamená v irštině „jáma v lese“ a odkazuje na ledovcové kary na svazích hory, zvané North Prison a South Prison. Svahy jsou povlovné a vrchol je plochý. Nejpoužívanější turistická stezka na vrchol vede přes údolí Glen of Imaal. Z Lugnaquilly jsou za dobrého počasí vidět hory ve Walesu.